# Rhododendron huanum
Rhododendron huanum är en ljungväxtart som beskrevs av Wen Pei Fang. Rhododendron huanum ingår i släktet rododendron, och familjen ljungväxter. Inga underarter finns listade i Catalogue of Life.